# Histidin
Histidin (His, H) esencijalna aminokiselina. 2-amino-3-imidazol-propionska kiselina. 

Kemijska formula: {\displaystyle {\ce {C3H4N2CH2CHNH2COOH}}}

## Povijest
Histidin je 1896.g. izolirao njemački liječnik Albrecht Kossel.

## Prehrana
Histidin nalazimo u voću kao što su banane, mesu i peradi i mlijeku i mliječnim proizvodima. Može je se naći i u raznom povrću, ali u manjim količinama.

## Fiziologija
Iz histidina enzimskom dekarboksliacijom nastaje histamin, važni biogeni amin.